# Torneo WTA de Nueva York 2019
El NYJTL Bronx Open 2019 fue un torneo profesional de tenis jugado en canchas de superficie dura. Fue la primera edición del torneo y formó parte del WTA Tour 2019. Se llevó a cabo en Nueva York (Estados Unidos) entre el 19 y el 24 de agosto de 2019. El torneo sustituyó al torneo de Quebec.

## Distribución de puntos
| Modalidad           | Campeona | Finalista | Semifinales | Cuartos de final | 2ª ronda | 1ª ronda | Clasificadas | 2ª ronda de clasificación | 1ª ronda de clasificación |
| Individual femenino | 280      | 180       | 110         | 60               | 30       | 1        | 18           | 12                        | 1                         |
| Dobles femenino     | 280      | 180       | 110         | 60               | 1        | -        | -            | -                         | -                         |

## Cabezas de serie

### Individuales femenino
| Tenista               | Ranking | Preclasificada |
| Qiang Wang            | 19      | 1              |
| Carla Suárez          | 29      | 2              |
| Barbora Strýcová      | 31      | 3              |
| Shuai Zhang           | 34      | 4              |
| Kateřina Siniaková    | 38      | 5              |
| Saisai Zheng          | 39      | 6              |
| Yulia Putintseva      | 42      | 7              |
| Ajla Tomljanović      | 46      | 8              |
| Aliaksandra Sasnovich | 47      | 9              |
| Karolína Muchová      | 48      | 10             |

- Ranking del 12 de agosto de 2019.

### Dobles femenino
| Tenista                          | Ranking | Preclasificada |
| Samantha Stosur Shuai Zhang      | 23      | 1              |
| Hao-Ching Chan Yung-Jan Chan     | 31      | 2              |
| Darija Jurak María José Martínez | 69      | 3              |
| Desirae Krawczyk Alicja Rosolska | 70      | 4              |

## Campeonas

### Individual femenino
Magda Linette venció a  Camila Giorgi por 5-7, 7-5, 6-4

### Dobles femenino
Darija Jurak /  María José Martínez vencieron a  Margarita Gasparyan /  Monica Niculescu por 7-5, 2-6, [10-7]